# Campionato Acriano
Il Campionato Acriano è il campionato di calcio dello stato dell'Acre, in Brasile.

## Stagione 2025
- ADESG (Senador Guiomard)
- Galvez (Rio Branco)
- Humaitá-AC (Porto Acre)
- Independência (Rio Branco)
- Plácido de Castro (Plácido de Castro)
- Rio Branco-AC (Rio Branco)
- São Francisco-AC (Rio Branco)
- Vasco da Gama-AC (Rio Branco)

## Albo d'oro
| Anno | Vincitrice        |
| ---- | ----------------- |
| 1919 | Rio Branco-AC     |
| 1920 | Ypiranga          |
| 1921 | Rio Branco-AC     |
| 1928 | Rio Branco-AC     |
| 1929 | Rio Branco-AC     |
| 1930 | Militar           |
| 1935 | Rio Branco-AC     |
| 1936 | Rio Branco-AC     |
| 1937 | Rio Branco-AC     |
| 1938 | Rio Branco-AC     |
| 1939 | Rio Branco-AC     |
| 1940 | Rio Branco-AC     |
| 1941 | Rio Branco-AC     |
| 1942 | Duque de Caxias   |
| 1943 | Rio Branco-AC     |
| 1944 | Rio Branco-AC     |
| 1945 | Rio Branco-AC     |
| 1946 | Rio Branco-AC     |
| 1947 | Rio Branco-AC     |
| 1948 | América           |
| 1949 | América           |
| 1950 | Rio Branco-AC     |
| 1951 | Rio Branco-AC     |
| 1952 | Atlético Acreano  |
| 1953 | Atlético Acreano  |
| 1954 | Independência     |
| 1955 | Rio Branco-AC     |
| 1956 | Rio Branco-AC     |
| 1957 | Rio Branco-AC     |
| 1958 | Independência     |
| 1959 | Independência     |
| 1960 | Rio Branco-AC     |
| 1961 | Rio Branco-AC     |
| 1962 | Atlético Acreano  |
| 1963 | Independência     |
| 1964 | Rio Branco-AC     |
| 1965 | Vasco da Gama-AC  |
| 1966 | Juventus-AC       |
| 1967 | Grêmio Sampaio    |
| 1968 | Atlético Acreano  |
| 1969 | Juventus-AC       |
| 1970 | Independência     |
| 1971 | Rio Branco-AC     |
| 1972 | Independência     |
| 1973 | Rio Branco-AC     |
| 1974 | Independência     |
| 1975 | Juventus-AC       |
| 1976 | Juventus-AC       |
| 1977 | Rio Branco-AC     |
| 1978 | Juventus-AC       |
| 1979 | Rio Branco-AC     |
| 1980 | Juventus-AC       |
| 1981 | Juventus-AC       |
| 1982 | Juventus-AC       |
| 1983 | Rio Branco-AC     |
| 1984 | Juventus-AC       |
| 1985 | Independência     |
| 1986 | Rio Branco-AC     |
| 1987 | Atlético Acreano  |
| 1988 | Independência     |
| 1989 | Juventus-AC       |
| 1990 | Juventus-AC       |
| 1991 | Atlético Acreano  |
| 1992 | Rio Branco-AC     |
| 1993 | Independência     |
| 1994 | Rio Branco-AC     |
| 1995 | Juventus-AC       |
| 1996 | Juventus-AC       |
| 1997 | Rio Branco-AC     |
| 1998 | Independência     |
| 1999 | Vasco da Gama-AC  |
| 2000 | Rio Branco-AC     |
| 2001 | Vasco da Gama-AC  |
| 2002 | Rio Branco-AC     |
| 2003 | Rio Branco-AC     |
| 2004 | Rio Branco-AC     |
| 2005 | Rio Branco-AC     |
| 2006 | ADESG             |
| 2007 | Rio Branco-AC     |
| 2008 | Rio Branco-AC     |
| 2009 | Juventus-AC       |
| 2010 | Rio Branco-AC     |
| 2011 | Rio Branco-AC     |
| 2012 | Rio Branco-AC     |
| 2013 | Plácido de Castro |
| 2014 | Rio Branco-AC     |
| 2016 | Atlético Acreano  |
| 2017 | Atlético Acreano  |
| 2018 | Rio Branco-AC     |
| 2019 | Atlético Acreano  |
| 2020 | Galvez            |
| 2021 | Rio Branco-AC     |
| 2022 | Humaitá-AC        |
| 2023 | Rio Branco-AC     |
| 2024 | Independência     |

## Titoli per squadra
Le squadre contrassegnate da un asterisco (*) non sono più attive.
| Squadra           | Città             | Titoli |
| ----------------- | ----------------- | ------ |
| Rio Branco        | Rio Branco        | 49     |
| Juventus          | Rio Branco        | 14     |
| Independência     | Rio Branco        | 11     |
| Atlético Acreano  | Rio Branco        | 9      |
| Vasco da Gama     | Rio Branco        | 3      |
| América *         | Rio Branco        | 2      |
| Plácido de Castro | Plácido de Castro | 1      |
| ADESG             | Senador Guiomard  | 1      |
| Grêmio Sampaio *  | Rio Branco        | 1      |
| Duque de Caxias * | Rio Branco        | 1      |
| Militar *         | Rio Branco        | 1      |
| Ypiranga *        | Rio Branco        | 1      |
| Galvez            | Rio Branco        | 1      |
| Humaitá           | Porto Acre        | 1      |